# Gottlieb Rissler
Per Gottlieb Rissler, född den 8 november 1824 i Frösö socken, Jämtlands län, död den 5 juli 1907 i Stockholm, var en svensk ämbetsman. Han var son till Pehr Rissler och far till John och Hadar Rissler.
Rissler blev student vid Uppsala universitet 1844 och avlade examen till rättegångsverken 1847. Han var landssekreterare i Jämtlands län 1856–1894. Rissler var ledamot i styrelsen för Riksbankens avdelningskontor i Östersund 1892–1904. Han blev riddare av Nordstjärneorden 1867 och kommendör av andra klassen av samma orden 1891. Rissler vilar på Norra begravningsplatsen i Östersund.